# Jan Hásek
Jan Hásek (* 9. srpna 1969 Jablonec nad Nisou) je český sochař, rytec skla, medailér, šperkař, středoškolský učitel a v současnosti ředitel SUPŠS v Železném Brodě.

## Život
Jan Hásek pochází ze třetí generace sklářské rodiny. Jeho oba dědové byli mezi prvními absolventy sklářské školy v Železném Brodě. Dědeček Alois Hásek byl významný sklářský výtvarník a pedagog, který působil na sklářských školách v Kamenickém Šenově a Železném Brodě.[zdroj?] Druhý dědeček, Antonín Lejsek, vedl vlastní sklářskou firmu, která byla po roce 1948 znárodněna.
Rodinné prostředí mělo silný vliv na volbu Janovy profese. Po absolvování střední sklářské školy usiloval o přijetí na Vysokou školu uměleckoprůmyslovou v Praze, což se mu podařilo až na třetí pokus kvůli politickým překážkám.[zdroj?] Mezitím vyučoval v Domě dětí a mládeže v Železném Brodě a pokračoval v přípravě na talentové zkoušky.
Studium na VŠUP přineslo možnost pracovat pod vedením profesorů Jiřího Harcuby a V. K. Nováka. Již během studia Jan Hásek dosáhl úspěchů na domácí i zahraniční scéně.[jakých?] V roce 1992 byl přijat do Asociace umělců medailérů Praha a jeho práce reprezentovala Českou republiku na světové výstavě FIDEM v Londýně.
V roce 1994 zvítězil v mezinárodní soutěži na návrh ražené medaile na téma „Přírodní zdroje, populace a rozvoj“, kterou uděloval švédský král vědcům za přínos v oblasti ekologie. V roce 1995 zvítězil v soutěži na návrh pamětní desky prof. PhDr. Václava Černého.
Jan Hásek se během více než 30 let tvorby zaměřuje na univerzitní a starostenské insignie, medaile, mince a autorský šperk. Mezi jeho nejvýznamnější realizace patří rektorské žezlo Univerzity Hradec Králové, insignie Filozofické a Přírodovědecké fakulty UHK a tematické medaile pro Českou mincovnu a Národní Pokladnici.
Vedle vlastní tvorby se věnuje pedagogické činnosti. Již 27 let působí na Střední uměleckoprůmyslové škole sklářské v Železném Brodě, kde působil jako vedoucí ateliéru designu skla a šperku. Od roku 2019 je ředitelem této školy a nadále vyučuje písmo.
I přes omezené časové možnosti pokračuje v autorské tvorbě a vystavuje svá díla doma i v zahraničí.

## Studia
- 1983–1987: Střední uměleckoprůmyslová škola sklářská v Železném Brodě, obor rytí skla
- 1989–1995: Vysoká škola uměleckoprůmyslová v Praze, ateliér Kov a šperk, glyptika a medaile (1989–1993 prof. Jiří Harcuba a prof. V. K. Novák, 1994–1995 prof. V. K. Novák)
- 2021: Kvalifikační studium pro ředitele škol a školských zařízení, NPI Liberec (K01-05-17-211)

## Tvorba a působení
Jan Hásek se zaměřuje na medaile, mince, insignie, autorský šperk s kinetickými a optickými prvky, skleněný šperk, glyptiku a volnou plastiku. Od roku 1992 je členem Asociace umělců medailérů v Praze.
Od roku 1997 působí na Střední uměleckoprůmyslové škole sklářské v Železném Brodě jako výtvarný pedagog. V letech 2000–2006 byl členem odborné komise pro posuzování výtvarných návrhů na nové české mince České národní banky. Od roku 2010 pracuje jako externí designér České mincovny.
V roce 2010 byl jeho návrh mince s tematikou Gustava Mahlera po soutěži České národní banky vybrán, přepracován na medaili a následně realizován Českou mincovnou. Jan Hásek dále vytvořil medaile s tematikou Václava Havla a T. G. Masaryka.

## Odborné a veřejné působení
- 1992–2022: Člen Asociace umělců medailérů (AUM) v Praze
- 1997–2019: Výtvarný pedagog zaměřený na skleněné figurky na Střední uměleckoprůmyslové škole sklářské v Železném Brodě; současně v letech 2007–2014 výtvarný pedagog zaměřený na bižuterii a šperky, následně v letech 2014–2018 zaměřený na ryté a reliéfní sklo (zkušenosti s výtvarným vedením několika zaměření školy)
- 2000–2006: Člen odborné komise pro posuzování výtvarných návrhů na nové české mince České národní banky (ČNB) v Praze
- Od 2010: Externí designér České mincovny a. s., Jablonec nad Nisou
- Od 2015: Externí designér Národní Pokladnice a. s., Praha
- Od 2020: Ředitel Střední uměleckoprůmyslové školy sklářské v Železném Brodě
- Od 2022: Znovu jmenován členem odborné komise pro posuzování výtvarných návrhů na nové české mince České národní banky

## Prezentace vlastní tvorby
- 3. 12. 2001: Národní muzeum Praha, přednáškový sál – Beseda s promítáním o vlastní tvorbě
- 1. 4. 2016: PechaKucha Night Vol. 16, KC Kino Železný Brod – Prezentace vlastní tvorby
- 7. 5. 2016: Autorská prezentace „Medaile k 150. výročí Bitvy u Hradce Králové 1866 a k 60. výročí založení pobočky České numismatické společnosti v Hradci Králové" na slavnostní schůzi spojené s oslavou 60. výročí založení pobočky České numismatické společnosti v Hradci Králové, Muzeum východních Čech v Hradci Králové, přednáškový sál
- 4. 10. 2018: Jan Hásek, „Sklem ke kovu" – Prezentace tvorby, aula SUPŠS Železný Brod
- 4. 9. 2019: Jan Hásek, VIII. Letní sklářská dílna (LSD] – Prezentace, aula SUPŠS Železný Brod